# Guilherme Asseburg
Guilherme Asseburg (Alemanha, 1845 — Itajaí, 21 de março de 1904) foi um político teuto-brasileiro.

## Vida
Filho de Guilherme Asseburg e de Alvina Asseburg, casou com Ana Palm, consórcio do qual nasceu, dentre outros, Félix Busso Asseburg.

## Carreira
Foi deputado à Assembleia Legislativa Provincial de Santa Catarina na 25ª legislatura (1884 — 1885), na 26ª legislatura (1886 — 1887), e na 27ª legislatura (1888 — 1889).